# Museo de Arte de Querétaro
El Museo de Arte de Querétaro es una institución que forma parte del Instituto Queretano de la Cultura y las Artes. El Museo fue fundado el 22 de septiembre de 1988 en el claustro del exconvento de San Agustín.
El museo cuenta con quince salas de exposición donde se alojan las exposiciones temporales y la colección permanente, compuesta por obras pictóricas y escultóricas. La colección permanente abarca el período histórico entre los comienzos del siglo XVII y mediados del siglo XIX; las obras transitan a través de las corrientes del manierismo novohispano, el barroco y la reforma de la Academia de San Carlos. El museo cuenta con obras de autores fundamentales en la historia del arte mexicano como Baltasar de Echave Ibía, Luis Juárez, Antonio Rodríguez, Cristóbal de Villalpando, los hermanos Juan y Nicolás Rodríguez Juárez, Miguel Cabrera, Francisco Antonio Vallejo y Juan Urruchi, entre otros.

## Colección
El museo divide su colección en cinco secciones: Manierismo, barroco, pintura europea, Academia de San Carlos y exposiciones temporales.  
- Manierismo

Originario de Italia y extendido por toda Europa a lo largo del siglo XVI, se constituyó como un puente entre el Renacimiento y el Barroco. Rasgos característicos de estas pinturas son el dibujo sinuoso y delicado, el dramatismo y la exageración de las actitudes de los modelos, así como la alteración de las proporciones anatómicas y el carácter asimétrico de las composiciones. En el arte de la Nueva España, se consideran manieristas las obras realizadas en el último tercio del siglo XVI y el primer tercio del siglo XVII. En México se instala a mediados del siglo XVI un gran número de pintores europeos como Simón Pereyns, Andrés de la Concha y el miniaturista Luis Lagarto, quienes serían conocidos como "Primera Generación". A principios del siglo XVII surge la "Segunda Generación", compuesta tanto por artistas europeos como puramente novohispanos. A esta etapa pertenecen Baltasar de Echave Orio, Luis Juárez y Baltasar de Echave Ibía, de los cuales el museo cuenta con sendas obras.
- Barroco

- Pintura Europea

- Academia de San Carlos

- Exposiciones temporales